# Strażnica KOP „Wołma”

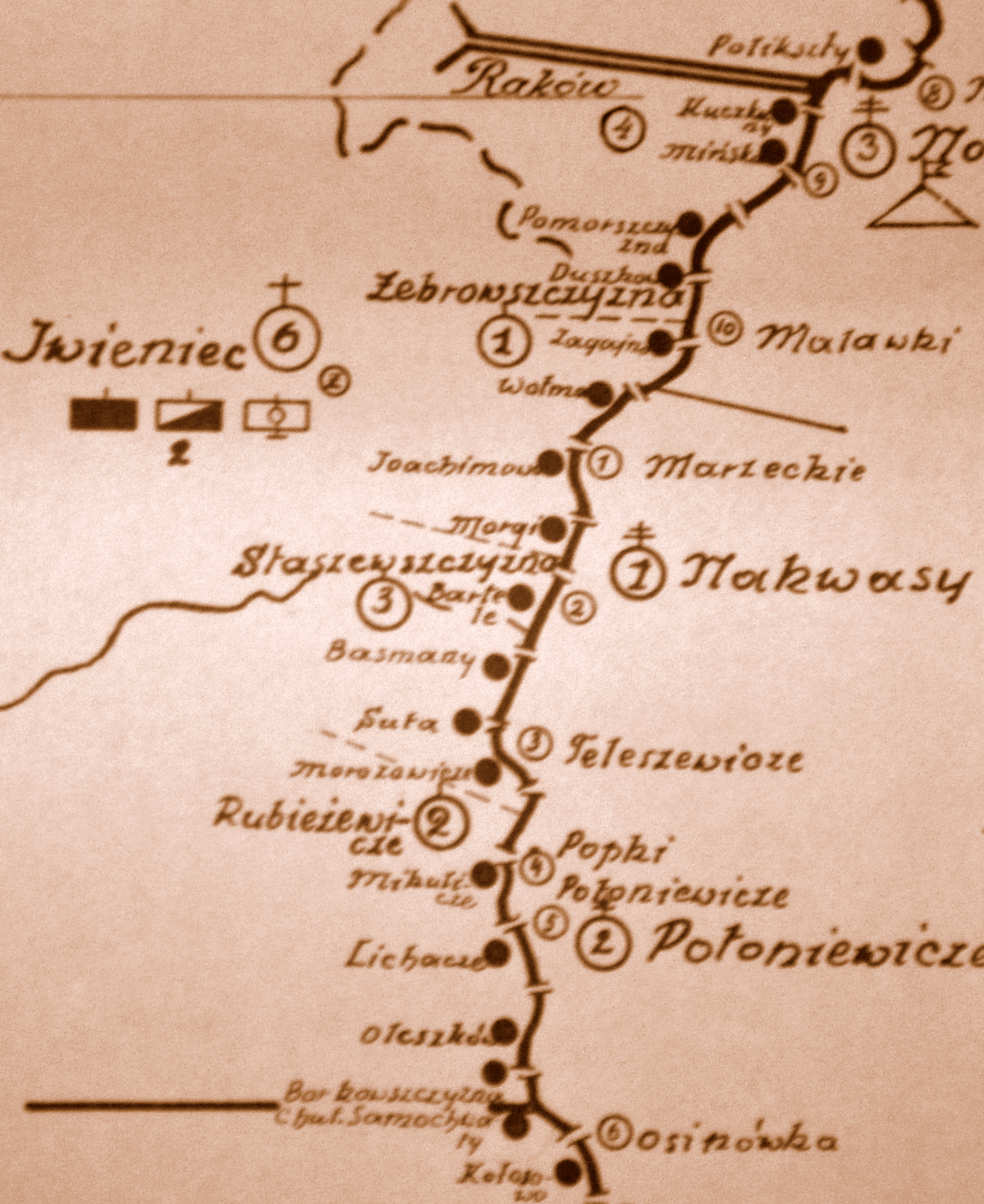
Rozmieszczenie batalionu KOP „Iwieniec” w 1931

Strażnica KOP „Wołma” – zasadnicza jednostka organizacyjna Korpusu Ochrony Pogranicza pełniąca służbę ochronną na granicy polsko-sowieckiej.

## Formowanie i zmiany organizacyjne
W 1924 w składzie 3 Brygady Ochrony Pogranicza, został sformowany 6 batalion graniczny. W 1928 w skład batalionu wchodziło 12 strażnic. Strażnica KOP „Wołma” w latach 1928–1939 znajdowała się w strukturze 1 kompanii KOP „Żebrowszczyzna”  batalionu KOP „Iwieniec”. Strażnica liczyła około 18 żołnierzy i rozmieszczona była przy linii granicznej z zadaniem bezpośredniej ochrony granicy państwowej.
W 1930 nadano strażnicy imię Szymona Konarskiego.
W 1932 obsada strażnicy zakwaterowana była w budynku KOP. Strażnicę z macierzystą kompanią łączył trakt długości 3,9 km.

## Służba graniczna
Podstawową jednostką taktyczną Korpusu Ochrony Pogranicza przeznaczoną do pełnienia służby ochronnej był batalion graniczny. Odcinek batalionu dzielił się na pododcinki kompanii, a te z kolei na pododcinki strażnic, które były „zasadniczymi jednostkami pełniącymi służbę ochronną”, w sile półplutonu. Służba ochronna pełniona była systemem zmiennym, polegającym na stałym patrolowaniu strefy nadgranicznej, wystawianiu posterunków alarmowych, obserwacyjnych i kontrolnych stałych, patrolowaniu i organizowaniu zasadzek w miejscach rozpoznanych jako niebezpieczne, kontrolowaniu dokumentów i zatrzymywaniu osób podejrzanych, a także utrzymywaniu ścisłej łączności między oddziałami i władzami administracyjnymi. Strażnice KOP stanowiły pierwszy rzut ugrupowania kordonowego Korpusu Ochrony Pogranicza.
Strażnica KOP „Wołma” w 1932 ochraniała pododcinek granicy państwowej szerokości 3 kilometrów 500 metrów od słupa granicznego nr 680 do 686, a w 1938 pododcinek szerokości 5 kilometrów 8 metrów od słupa granicznego nr 679 do 688.
Sąsiednie strażnice:
- strażnica KOP „Zagajno” ⇔ strażnica KOP „Joachimowo” – 1928[2], 1929[3], 1931[4] , 1932[5], 1934[6], 1938[7]

## Walki o strażnicę w 1939
17 września 1939 po krótkiej walce o 5:00 sowieci zdobyli strażnicę „Wołma”.

## Dowódcy strażnicy
- plut. Roch Muszkat (był 30 VII 1936)[14]